# Václav Chad
Václav Chad (8. září 1923, Břeclav - 24. února 1945, Zlín) byl český malíř ovlivněný surrealismem a účastník protinacistického odboje.

## Život
Narodil se v Břeclavi v rodině Hynka Chada a Anny Chadové rozené Vališové. Rodina se záhy přestěhovala do Otrokovic. V roce 1934 začal studovat na reálném gymnáziu v Uherském Hradišti. Zde se podílel na tvorbě studentského časopisu Comentarii de bello studentum, který mimo jiné reagoval na okupaci Československa nacistickým Německem.
V létě 1939 vykonal úspěšně přijímací zkoušky na Školu umění ve Zlíně, kde byli jeho učiteli Richard Wiesner, Albert Kutal a Mečislav Kuraš. K jeho blízkým přátelum mezi spolužáky patřili Čestmír Kafka a Milada Schmidtová. Studium zakončil v roce 1943, začal pracovat v reklamním oddělení závodů Baťa a současně pokračoval ve speciálním kurzu Školy umění.
V roce 1944 se zapojil do protinacistického odboje okolo skupiny vydávající časopis Naše pravda, kterou organizoval Matěj Mečl. V únoru 1945 byla skupina odhalena Gestapem. Václav Chad, ačkoliv byl varován, ze Zlína neuprchl a byl zde časného rána 24. února 1945 dopaden. Při pokusu o útěk byl zastřelen.

## Galerie

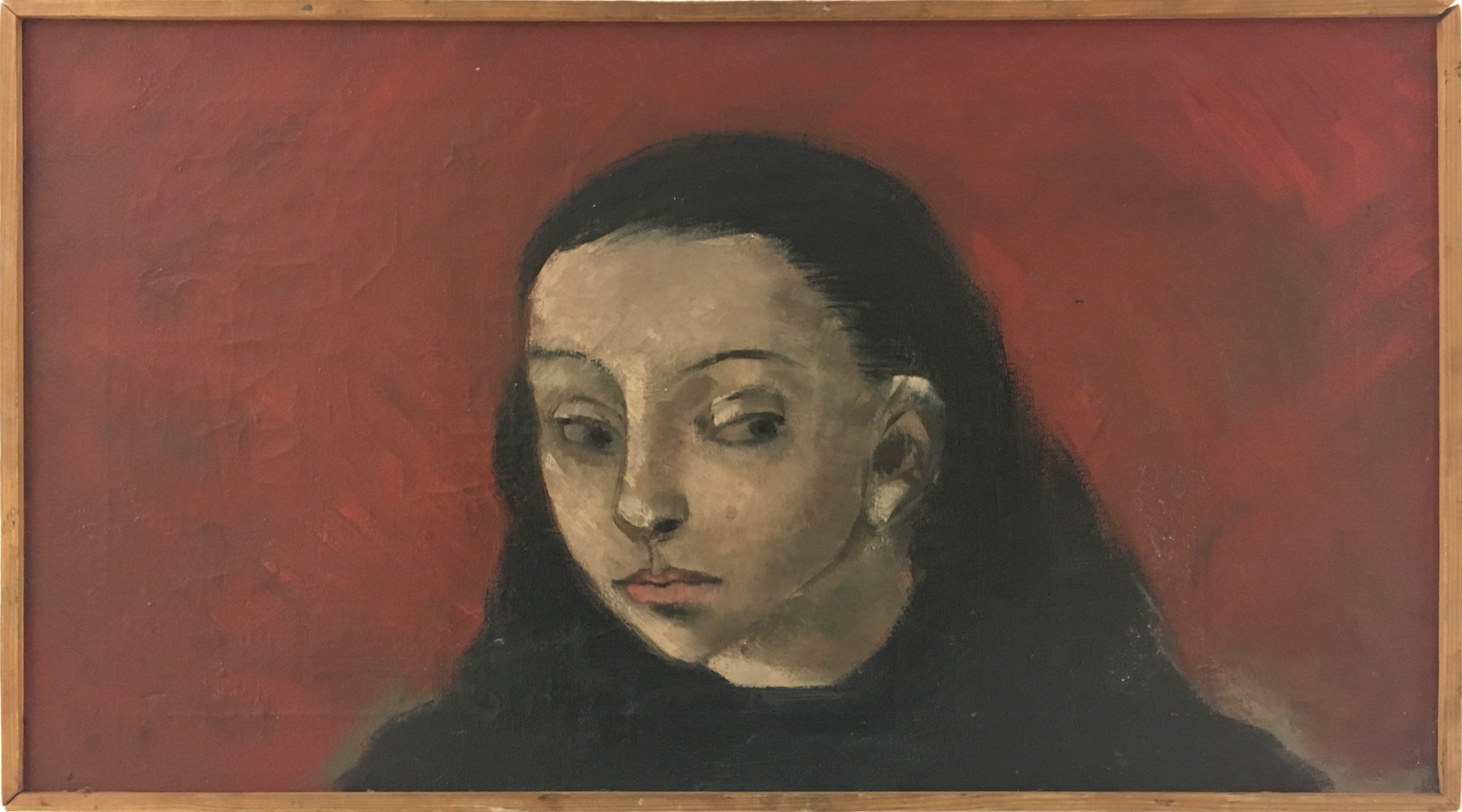
Žena - portrét na červeném pozadí, 1944
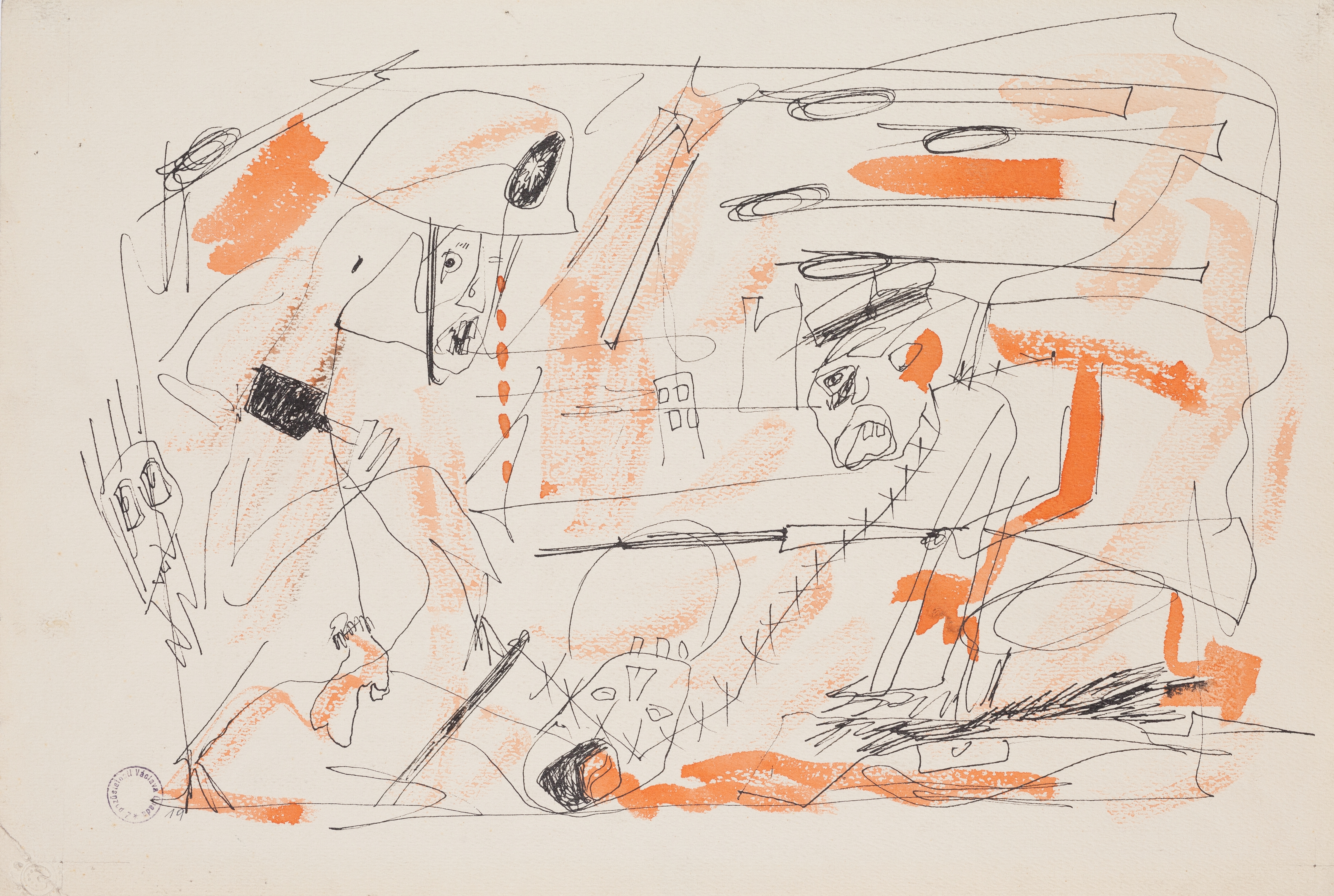
Válečný motiv (1944-1945), tuš, akvarel, papír 300 x 440 mm
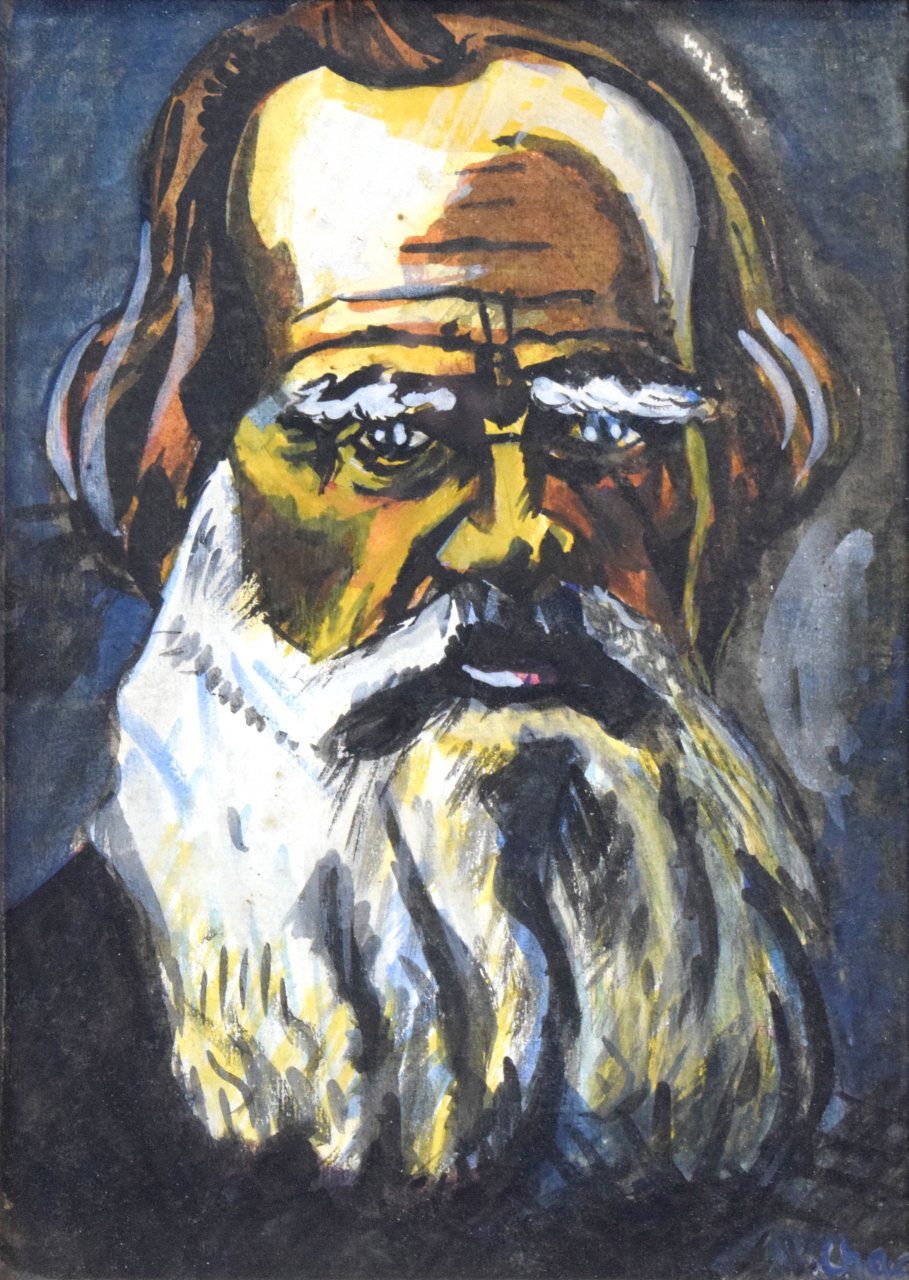
Portrét muže, akvarel, 290 x 210 mm
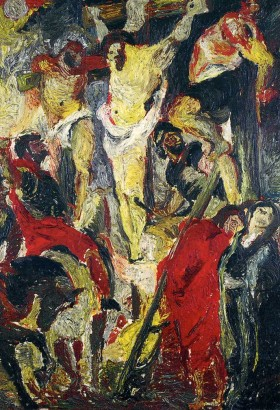
Ukřižování, lepenka, olej 990 x 690 mm (1941-42)
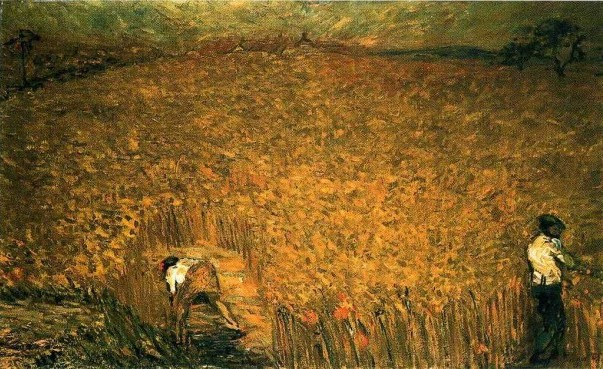
Žně, olej, plátno 640 x 1050 mm (1942)
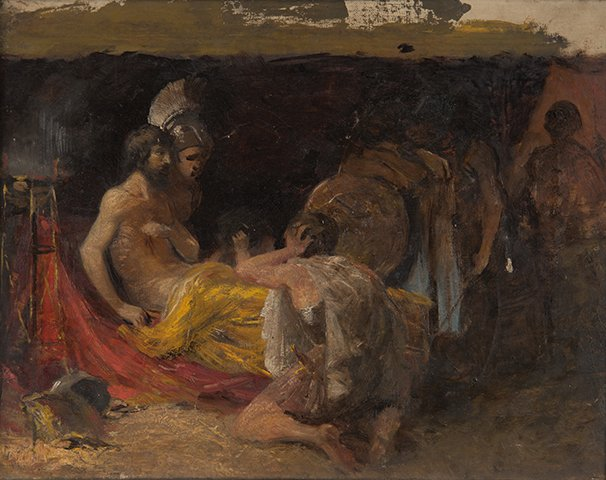
Antický motiv , olej, plátno, rám, 300 × 370 mm (1944)

## Výstavy
- 1943 - společná výstava studentů Baťovy školy umění, Kladno
- 1946 - Divadlo D46, Praha, spolu s Janem Kostlánem, Capou, Miladou Schmidtovou a Alexandem Beranem, katalog.[2]
- 1958 - Václav Chad: 1923 - 1945, Galerie mladých v Praze (později Galerie u Řečických), květen 1958
- 1965 - Václav Chad: Kresby, dřevořezy, Letohrádek Ostrov, Ostrov (Karlovy Vary), 10. leden - 7. únor 1965
- 1985 - Václav Chad: Kresby a obrazy, Dům umění města Brna, 16. duben - 19. květen 1985
- 1985 - Václav Chad: Kresby a obrazy, Grafický kabinet - zámek Gottwaldov, 4. červen - 28. červenec 1985
- 1997 - Václav Chad, Galerie výtvarného umění v Litoměřicích, 10. července - 31. srpna 1997
- 2015 - Ze dvou světů jeden mrtev, druhý bez moci se narodit : Válečné motivy Václava Chada (1923–1945), Národní galerie, Sbírka moderního a současného umění, Veletržní palác, Praha[3]

## Publikace
- PETROVÁ, Eva. Václav Chad : Litoměřice 10. 7.-31. 8. 1997. Litoměřice: Galerie výtvarného umění, 1997. 20 trext + 68 obrazová příloha s. ISBN 80-85090-29-5. Katalog výstavy.
- VALOCH, Jiří. Václav Chad : kresby a obrazy. Brno: Dům pánů z Kunštátu, 1985. 24 s.

## Posmrtná pocta
Jeho jménem byla pojmenována Galerie Václava Chada ve Zlíně.